# Marmosa mexicana
Marmosa mexicana — вид північноамериканських опосумів родини Didelphidae.

## Опис
Marmosa mexicana — це невеликий або середнього розміру червонувато-коричневий сумчастий звір, забарвлення якого варіюється від яскравого до тьмяного. Волосся на спині, боках та зовнішніх поверхнях ніг свинцево-коричневе біля основи та червонувато-коричневе на кінчиках. Лоб і ніс блідішого кольору. Очні кільця чорні, інтенсивність їх залежить від області розташування особини. Щоки, горло, живіт і внутрішні поверхні ніг жовтуваті з білою грудною ділянкою посередині. Ніс у нього рожевий, вуха сірувато-коричневі, а хвіст темно-коричневий. Він має хапальний хвіст такої ж довжини, як і його тіло. Хоча хвіст здається голим, насправді він вкритий тонким шаром волосся.

## Ареал і середовище
Зустрічається в Белізі, Коста-Риці, Сальвадорі, Гватемалі, Гондурасі, східній Мексиці аж до Тамауліпаса, Нікарагуа та західної Панами на висоті від рівня моря до 3000 метрів (біля вулкана Такана); найчастіше зустрічається нижче 1800 метрів.
Цей опосум зустрічається в первинних і вторинних лісах, включаючи низинні тропічні дощові ліси, сухі листяні ліси, хмарні ліси та плантації, а також на луках. Прикладом його середовища існування є екорегіон мангрових заростей Петенес на Юкатані.

## Звички
Цей вид переважно деревний; він зустрічається від рівня землі до висоти 30 м у кронах дерев. Він веде нічний та одинокий спосіб життя. Його раціон включає комах та фрукти. Вважається, що він будує гнізда або в норах, або над землею. Передні лапи M. mexicana мають надзвичайні маніпулятивні здібності. Тварина використовує цю здатність, щоб рити нори в землі. Нора може мати діаметр 30 мм і довжину 40 см. Потім M. mexicana заповнює нору листям, щоб створити гніздо. Найчастіше вид створює гнізда на деревах, особливо в покинутих пташиних гніздах. Коли йому загрожує небезпека, він може стати агресивним, відкриваючи рот і шиплячи або видаючи клацаючий звук.

## Розмноження
Як і у всіх сумчастих, вагітність, ймовірно, коротка: самки народжують погано розвинених дитинчат, а більша частина розвитку відбувається під час лактації. Цілком ймовірно, що розмноження подібне до розмноження Marmosa robinsoni, яка народжує 6–14 дитинчат після періоду вагітності всього 14 днів. Крихітні дитинчата, розміром лише до 12 міліметрів, прикріплюються до сосків матері, де можуть залишатися близько 30 днів.